# Settlement-Bewegung
Settlement-Bewegung ist die Bezeichnung für eine sozialreformerische Strategie, die ihren Ausgangspunkt in der 1884 eröffneten Toynbee Hall in London hatte. Die Settlement-Bewegung gilt als historische Basis der Gemeinwesenarbeit.

## Geschichte
Angehörige gebildeter bürgerlicher Schichten siedelten in den Elendsvierteln des Proletariats und boten nachbarschaftliche Kontakte und Weiterbildungsmöglichkeiten an. Dadurch sollte das Selbsthilfepotential der Betroffenen gestärkt werden, was im Gegensatz zur bis dahin praktizierten Hilfe in Form von Almosengeben stand.
Pioniere der Settlement-Bewegung waren Arnold Toynbee, Samuel Augustus Barnett, dessen Ehefrau Henrietta sowie Jane Addams (vgl. Hull House).
1926 fand die erste internationale Konferenz der Bewegung statt, 1926 wurde eine internationale Organisation gegründet, die noch heute unter dem Namen The International Federation of Settlements and Neighbourhood Centres existiert.

## Settlements in Deutschland
Settlements zu Beginn des 20. Jahrhunderts in der Tradition der Toynbee Hall:
- Es gab die von Friedrich Siegmund-Schultze 1911 gegründete Soziale Arbeitsgemeinschaft Berlin-Ost (kurz: SAG), ein Nachbarschaftshilfe- und Siedlungsprojekt für „überwiegend männliche Residents aus der christlichen Studentenschaft Berlins“.[1]
- In Hamburg bestand von 1901 bis 1922 das vom Theologen, Pädagogen und früheren Resident in Toynbee Hall, Walther Classen, initiierte Volksheim Hamburg.[2]
- Das Volkshaus Tungendorf, das 1919–22 in Neumünster-Tungendorf gebaut wurde. In dem von Textilarbeitern bewohnten Ort wurde es der kulturelle und soziale Mittelpunkt. Diese Rolle übernimmt das Volkshaus als Mehrgenerationenhaus auch heute.
- 1915 entstand das von Ernst Joel[3] gegründete Siedlungsheim Charlottenburg.
- In Leipzig bestand von 1909 bis 1928 das Volksheim Leipzig, an dessen Arbeit der ehemalige SAG-Mitarbeiter Wenzel Holek maßgeblich beteiligt war.[1]
- 1916 wurde auf Initiative von Siegfried Lehmann in der Dragonerstraße (der heutigen Max-Beer-Straße) im Berliner Scheunenviertel das Jüdische Volksheim eröffnet, das bis Ende der 1920er Jahre bestand.
- Die von der Berliner Loge Bnai Brith 1904 gegründete jüdische Toynbee-Halle für Volksbildung und Unterhaltung am Nollendorfplatz zählen Sabine Haustein und Anja Waller nicht zu den Settlements im engeren Sinne: „Eine Settlementgründung im Toynbeeschen Sinne einer Lebensgemeinschaft war die Toynbeehalle am Nollendorfplatz nicht, von der gesagt wird, dass sie sich während des Ersten Weltkrieges mehr und mehr in eine Notunterkunft für alle Notleidenden wandelte, so dass ihr jüdisches Spezifikum verloren ging und die Arbeit bald darauf eingestellt wurde.“[1]

Die Gründung von Nachbarschaftsheimen nach dem Zweiten Weltkrieg.
- Britische und amerikanische Quäker initiierten 1947 die ersten in der Tradition der Settlement-Bewegung stehenden Nachbarschaftsheime in verschiedenen Städten in Deutschland. Die Heime in Frankfurt und im wiederaufgebauten Prinz-Emil-Schlösschen in Darmstadt gehen auf den American Friends Service Committee (AFSC), zurück, der dabei vom CRALOG unterstützt wurde.[4] Die Heime in Köln[5] und Braunschweig eröffneten unter der Regie des britischen Friends’ Relief Service (FRS).[6] Mit umfangreicher Unterstützung des AFSC kamen bald weitere Heime hinzu. Dazu entstand im Berliner Vorort Zehlendorf der Mittelhof des AFSC, der Nachbarschaftsheim und Tagungsstätte in einem war.[7]
Beate Bussiek schreibt, dass bis 1952 insgesamt 13 von den Quäkern und anderen amerikanischen Hilfsorganisationen organisierte Nachbarschaftsheime entstanden seien: über die zuvor genannten hinaus noch in Ludwigshafen, Wuppertal, Bremen und sechs allein in Berlin, darunter auch der Mittelhof.[8]